# 로이 샤이더
로이 샤이더(영어: Roy Scheider, 1932년 11월 10일 ~ 2008년 2월 10일)는 미국의 배우, 아마추어 권투 선수이다. 스티븐 스필버그 감독의 영화 《죠스》(1975)로 유명하다. 《프렌치 커넥션》(1971)으로 1972년 제44회 아카데미상 남우조연상 후보에 올랐으며, 《올 댓 재즈》(1979)로 1980년 제52회 아카데미상, 제37회 골든 글로브상과 1981년 제34회 영국 아카데미 영화상의 남우주연상 후보에 지명되었다.

## 출연 작품

### 영화
- 콜걸 (1971)
- 프렌치 커넥션 (1971)
- 죠스 (1975)
  - 죠스 2 (1978)
  - 죠스 4 (1987)
- 마라톤 맨 (1976)
- 소서러 (1977)
- 올 댓 재즈 (1979)
- 살의의 향기 (1982)
- 블루 썬더 (1983)
- 마지막 타석 (1983) - 텔레비전 영화
- 2010 우주 여행 (1984)
- 미시마 - 그의 인생 (1985) - 해설 (다큐멘터리)
- 코헨과 데이트 (1989)
- 모의 법정 (1989)
- 러시아 하우스 (1990)
- 네이키드 런치 (1991) - 벤웨이 박사 역
- 로미오 이즈 블리딩 (1993)
- 사랑의 이름으로 (1997)
- 레인메이커 (1997)
- 화이트 레이븐 (1998)
- 퍼니셔 (2004)
- 드라큐라 2003 (2005)

### 텔레비전
- 새터데이 나이트 라이브 (1985) - 진행
- 해저 군단 (1993-96)
- 서드 워치 (2002)
- 패밀리 가이 (2007-09) - 애니메이션